# 니지노사쿠바쇼
무지개가 피어나는 곳은 이이즈카 마유미의 6번째 음반및 거기에 수록된 노래이다. 2002년 7월 24일、도쿠마 저팬 커뮤니케이션즈에서 발매.

## 해설
- 이이즈카 마유미의 6번째 앨범, 선행 맥시싱글「사랑의 빛깔」과「따뜻한 오른손」을 포함한 전10곡.
- 대부분의 노래는 이이즈카 마유미가 작사했다. 작곡、편곡은 다른 사람이 맡았다.

## 수록곡
（　）안은 차례대로 작사, 작곡, 편곡.
1. remember（이이즈카 마유미、도지마 코헤이、가토 미치아키）
2. 사랑의 빛깔/恋の色（이이즈카 마유미、도지마 코헤이、스즈키 "CHiBUN" 토모후미）
3. 이별의 의미/さよならの意味（이이즈카 마유미・이즈미카와 소라、아사다 신이치、스즈키 "CHiBUN" 토모후미）
4. 따뜻한 오른손/やさしい右手（이이즈카 마유미、요시다 이사오、후지마키 히로）
5. 날아가는 계절/とびたつ季節（이이즈카 마유미、도지마 코헤이、스즈키 "CHiBUN" 토모후미）
6. 듀엣으로 랄랄라/デュエットでラララ（이즈미카와 소라、이즈미카와 소라、가토 미치아키）
7. 가・르・쳐・줘/お・し・え・て（이이즈카 마유미、요시다 이사오、후지마키 히로）
8. Shooting Star（이이즈카 마유미、하세가와 토모키、하세가와 토모키）
9. 딱지사랑/かさぶたの恋（이이즈카 마유미・도지마 코헤이、도지마 코헤이、스즈키 "CHiBUN" 토모후미）
10. 무지개가 피어나는 곳/虹の咲く場所（이이즈카 마유미、오츠 미키、가토 미치아키）